# Fabrizio Donato
Fabrizio Donato (Latina, 14 augustus 1976) is een Italiaanse atleet, die gespecialiseerd is in het hink-stap-springen en verspringen. Hij is meervoudig Italiaans kampioen in beide disciplines. Ook nam hij vijfmaal deel aan de Olympische Spelen en won hierbij in totaal één medaille.

## Loopbaan
Zijn grootste successen behaalde Donato bij het hink-stap-springen. Zo werd hij in 2009 kampioen in deze discipline op de Europese indoorkampioenschappen in Turijn en in 2012 op de Europese kampioenschappen in Helsinki. In 2012 won hij ook een bronzen medaille bij de Olympische Spelen van Londen. Zijn beste poging van 17,48 m werd toentertijd alleen verbeterd door de Amerikanen Christian Taylor (goud; 17,81) en Will Claye (zilver; 17,62). 
Donato is aangesloten bij G.S. Fiamme Oro. Hij is getrouwd met voormalig sprintster Patrizia Spuri (OS 1996).

## Titels
- Europees indoorkampioen hink-stap-springen - 2009
- Europees kampioen hink-stap-springen - 2012
- Italiaans kampioen hink-stap-springen - 2000, 2004, 2006, 2007, 2008, 2010, 2011, 2015
- Italiaans indoorkampioen hink-stap-springen - 1998, 1999, 2001, 2002, 2003, 2004, 2006, 2007, 2008, 2009, 2010
- Italiaans indoorkampioen verspringen - 1999, 2011, 2012

## Persoonlijke records
Outdoor
| Onderdeel          | Prestatie    | Datum             | Plaats        |
| ------------------ | ------------ | ----------------- | ------------- |
| verspringen        | 8,00 m       | 24 september 2006 | Busto Arsizio |
| hink-stap-springen | 17,60 m (NR) | 7 juni 2000       | Milaan        |

Indoor
| Onderdeel          | Prestatie    | Datum            | Plaats |
| ------------------ | ------------ | ---------------- | ------ |
| verspringen        | 8,03 m       | 19 februari 2011 | Ancona |
| hink-stap-springen | 17,73 m (NR) | 6 maart 2011     | Parijs |

## Palmares

### hink-stap-springen
- 1995: 5e EK junioren - 15,81 m
- 1997: 11e EK U23 - 15,55 m
- 2000: 6e EK indoor - 16,57 m
- 2000: 14e in kwal. OS - 16,34 m
- 2001: 6e WK indoor - 16,77 m
- 2001:  Middellandse Zeespelen - 17,05 m
- 2002: 4e EK indoor - 16,90 m
- 2002: 4e EK - 17,15 m
- 2003:  Europacup - 17,10 m
- 2003: 6e in kwal. WK - 16,63 m
- 2004: 7e in kwal. WK indoor - 16,68 m
- 2004: 10e in kwal. OS - 16,45 m
- 2006: 10e in kwal. WK indoor - 16,35 m
- 2006: series EK - 16,66 m
- 2007: 16e in kwal. WK - 16,20 m
- 2008: 4e WK indoor - 17,27 m
- 2008: 12e in kwal. OS - 16,70 m
- 2009:  EK indoor - 17,59 m (NR)
- 2009: 20e in kwal. WK - 15,81 m
- 2010: 5e WK indoor - 16,88 m
- 2011:  EK indoor - 17,73 m (NR)
- 2011: 10e WK - 16,77 m
- 2012: 4e WK indoor - 17,28 m
- 2012:  EK - 17,63 m (wind)
- 2012:  OS - 17,48 m
- 2013: 7e in kwal. WK - 16,53 m
- 2014: 7e EK - 16,66 m
- 2015:  EK team - 17,11 m
- 2016: 9e in kwal. OS - 16,54 m
- 2017:  EK indoor - 17,13 m

Diamond League-resultaten
- 2012:  Weltklasse Zürich - 17,29 m
- 2012:   Diamond League - 8 p